# Calligra Sheets
Tables は自由ソフトウェアの表計算ソフトで、KDEデスクトップ環境向けオフィススイート Calligra Suite の一部である。以前は KSpread と称していた。
Tables は複数の表（スプレッドシート）からなるドキュメントを扱え、各種フォーマットに対応し、300以上の組み込み関数を備え、テンプレート、チャート、スペルチェック、ハイパーリンク、データソートといった機能をサポートし、Python/Ruby/JavaScriptでスクリプトを書ける。
バージョン2からTablesの本来のファイルフォーマットはOpenDocumentとなっているが、かつては独自のXMLフォーマットをZIPで圧縮したフォーマットを採用していた。他の表計算ソフトのファイルフォーマットをインポート可能であり、XLS (Microsoft Excel)、Applix Spreadsheet、Quattro Pro、CSV、dBASE、Gnumeric、SXC (OpenOffice.org XML)、Kexi、TXT をサポートしている。エクスポート可能なフォーマットとしては、OpenDocument Spreadsheet、SXC、Tables document、CSV、HTML、Gnumeric、TeX、TXT がある。XLSにはエクスポートできない（バージョン1.6.3の時点）。